# Masanobu Koizumi
Pour les articles homonymes, voir Koizumi (homonymie).
Masanobu Koizumi est un  joueur de shōgi japonais né le 8 juin 1900 et mort le 3 septembre 1964.

## Biographie
Né en 1900, Masanobu Koizumi devint l'élève du Meijin Kinjirō Sekine en 1907, à sept ans. Il fut promu quatrième dan (niveau d'un joueur professionnel) en 1918.
En 1940, il est promu au grade de huitième dan et participe au tournoi préliminaire du quatrième tournoi de Meijin.
En 1943, il finit deuxième du premier tournoi de sélection pour le titre de Meijin organisé cette année-là. 
Après la Seconde Guerre mondiale, il finit dixième du premier tournoi de classement des candidats au titres de Meijin (1946-1947) et est rétrogradé dans la classe B l'année suivante. Il dispute les tournois de classe B de 1947 à 1951-1952.